# Seven de Singapur 2002
El Seven de Singapur de 2002 fue la primera edición del torneo de rugby 7, fue el octavo torneo de la temporada 2001-02 de la Serie Mundial Masculina de Rugby 7.
Se disputó en la instalaciones del Estadio Nacional de Singapur.

## Fase de grupos

### Grupo A
| Equipo        | Encuentros | Encuentros | Encuentros | Encuentros | Tantos  | Tantos    | Tantos     | Puntos |
| Equipo        | jugados    | ganados    | empatados  | perdidos   | a favor | en contra | diferencia | Puntos |
| ------------- | ---------- | ---------- | ---------- | ---------- | ------- | --------- | ---------- | ------ |
| Samoa         | 3          | 2          | 1          | 0          | 107     | 24        | 83         | 8      |
| Nueva Zelanda | 3          | 2          | 1          | 0          | 102     | 31        | 71         | 8      |
| Japón         | 3          | 1          | 0          | 2          | 55      | 71        | -16        | 5      |
| Singapur      | 3          | 0          | 0          | 3          | 14      | 152       | -138       | 3      |

Nota: Se otorgan 3 puntos al equipo que gane un partido, 2 al que empate y 1 al que pierda

### Grupo B
| Equipo        | Encuentros | Encuentros | Encuentros | Encuentros | Tantos  | Tantos    | Tantos     | Puntos |
| Equipo        | jugados    | ganados    | empatados  | perdidos   | a favor | en contra | diferencia | Puntos |
| ------------- | ---------- | ---------- | ---------- | ---------- | ------- | --------- | ---------- | ------ |
| Fiyi          | 3          | 3          | 0          | 0          | 100     | 15        | 85         | 9      |
| Australia     | 3          | 2          | 0          | 1          | 72      | 24        | 48         | 7      |
| Malasia       | 3          | 1          | 0          | 2          | 31      | 84        | -53        | 5      |
| Corea del Sur | 3          | 0          | 0          | 3          | 19      | 99        | -80        | 3      |

### Grupo C
| Equipo    | Encuentros | Encuentros | Encuentros | Encuentros | Tantos  | Tantos    | Tantos     | Puntos |
| Equipo    | jugados    | ganados    | empatados  | perdidos   | a favor | en contra | diferencia | Puntos |
| --------- | ---------- | ---------- | ---------- | ---------- | ------- | --------- | ---------- | ------ |
| Sudáfrica | 3          | 3          | 0          | 0          | 112     | 33        | 79         | 9      |
| Escocia   | 3          | 2          | 0          | 1          | 67      | 45        | 22         | 7      |
| Gales     | 3          | 1          | 0          | 2          | 65      | 39        | 26         | 5      |
| Tailandia | 3          | 0          | 0          | 3          | 7       | 134       | -127       | 3      |

### Grupo D
| Equipo       | Encuentros | Encuentros | Encuentros | Encuentros | Tantos  | Tantos    | Tantos     | Puntos |
| Equipo       | jugados    | ganados    | empatados  | perdidos   | a favor | en contra | diferencia | Puntos |
| ------------ | ---------- | ---------- | ---------- | ---------- | ------- | --------- | ---------- | ------ |
| Argentina    | 3          | 3          | 0          | 0          | 64      | 29        | 35         | 9      |
| Inglaterra   | 3          | 2          | 0          | 1          | 73      | 26        | 47         | 7      |
| Canadá       | 3          | 1          | 0          | 2          | 45      | 62        | -27        | 5      |
| China Taipéi | 3          | 0          | 0          | 3          | 29      | 94        | -65        | 3      |

## Fase Final

### Cuartos de final
| 21 de abril | Nueva Zelanda | 20 - 7 | Fiyi |  |  |

| 21 de abril | Inglaterra | 15 - 7 | Sudáfrica |  |  |

| 21 de abril | Argentina | 31 - 7 | Escocia |  |  |

| 21 de abril | Australia | 24 - 5 | Samoa |  |  |

### Semifinal
| 21 de abril | Nueva Zelanda | 19 - 10 | Inglaterra |  |  |

| 21 de abril | Argentina | 22 - 19 | Australia |  |  |

### Final
| 21 de abril | Nueva Zelanda | 21 - 17 | Argentina |  |  |

| Bandera de Nueva Zelanda |
| Campeón Nueva Zelanda    |
| 4º título del circuito   |